# Bansha no goku
Le Bansha no goku (蛮者の獄, Bansha no goku, « emprisonnement des adeptes des barbares ») se réfère à la suppression en 1839 des étudiants des sciences occidentales (rangaku) par le shogunat de la période Edo au Japon.
L'incident est dû à la critique de la politique isolationniste (sakoku) due aux actions telles que l'incident du Morrison lorsqu'un navire marchand américain sans armes a dû faire demi-tour face au tir de barrage avec l'application de l'édit pour repousser les navires étrangers.
Parmi ceux qui ont souffert du Bansha no goku,  l'on peut citer Watanabe Kazan, Choei Takano et Koseki Sanei.